# József Takács (Fußballspieler, 1904)
József Takács (* 30. Juni 1904 in Budapest; † 3. September 1983 ebenda) war ein ungarischer Fußballspieler. Der Stürmer konnte fünf Mal ungarischer Torschützenkönig werden und führte 1928 Ferencvárosi Budapest zum Sieg im Mitropapokal, dem Vorläuferwettbewerb des Europapokals.

## Karriere
József Takács spielte von 1917 bis 1926 bei Budapesti Vasas in der höchsten ungarischen Liga. Nachdem er 1926 als bester Torschütze der Meisterschaft auf sich aufmerksam machen konnte, wechselte József Takács eine Saison später zum Ferencvárosi Torna Club, einem der damals führenden Fußballklubs des Landes. In seinem ersten Jahr bei den „grünen Adlern“ konnte er sogleich 1927/28 die ungarische Meisterschaft gewinnen und erneut Torschützenkönig werden, bekannt wurde er insbesondere durch seine Auftritte im Mitropapokal 1928. 
József Takács erreichte mit Ferencváros das Endspiel, wo er auf den Vorjahresfinalisten SK Rapid Wien traf. Das Hinspiel in Budapest konnte deutlich 7:1 gewonnen werden, wobei er drei Tore erzielte. Das Rückspiel in Wien ging 5:3 an Rapid, was für Ferencváros zum Titelgewinn reichte. Mit 10 Treffern im gesamten Bewerb konnte József Takács zudem die Ehrung des besten Torschützen entgegennehmen. Der Stürmer blieb bis 1934 bei den Grün-Weißen aktiv, konnte noch zwei weitere Male Meister sowie noch drei Mal Torschützenkönig werden. 1931/32 gelangen ihm 42 Treffer in einer Saison, Ferencváros konnte zudem alle 22 Meisterschaftsspiele gewinnen. Auch seine Trefferquote im Nationaldress (26 Tore bei 32 Einsätzen) war imposant; Frankreichs Nationaltorwart Maurice Cottenet erklärte 1927 seinen Rücktritt aus der Équipe tricolore, nachdem Takács ihn beim 13:1-Sieg alleine sechsmal überwunden hatte.

## Erfolge
- 1 × Mitropapokal: 1928
- 1 × Torschützenkönig Mitropapokal: 1928 (10)

- 3 × Ungarischer Meister: 1927/28, 1931/32, 1933/34
- 5 × Ungarischer Torschützenkönig: 1925/26 (29), 1927/28 (31), 1928/29 (41), 1929/30 (40), 1931/32 (42)

- 32 Länderspiele und 26 Tore für die ungarische Fußballnationalmannschaft